# Бертолина (пирог)
Бертолина (итал. torta bertolina) — итальянский пирог, типичный осенний десерт из северо-итальянского города Крема, Ломбардия. Обычно выпекается в круглой форме. Имеет золотисто-коричневый оттенок и клубничный аромат из-за американского винограда или винограда Конкорд, которые являются одним из его основных ингредиентов. Существуют вариации, особенно когда пирог выпекается в домашних условиях, поскольку многие семьи владеют своими рецептами и передают их из поколения в поколение.
Точное происхождение неизвестно, но, вероятно, впервые пирог был приготовлен после 1800-х годов: первые новости о клубничном винограде, импортированном из Америки, относятся к началу XIX века, и, возможно, впоследствии он был гибридизирован с виноградной лозой обыкновенной.
Ингредиенты:
- Мука;
- Кукурузная мука;
- Сахар;
- Сахарная пудра;
- Сливочное масло;
- Оливковое масло;
- Яйца;
- Ваниль;
- Виноград;
- Дрожжи.

Ежегодно в сентябре в Крема на главной площади Пьяцца Дуомо проходит фестиваль Бертолины.